# Lizenz zum Töten – Wie Israel seine Feinde liquidiert
Lizenz zum Töten – Wie Israel seine Feinde liquidiert ist ein Fernseh-Dokumentarfilm aus dem Jahr 2013, der vom WDR für die ARD produziert wurde. Die Filmregie führte Egmont R. Koch, der auch das Drehbuch schrieb. Der Film setzt sich mit Israels so genannten gezielten Tötungen auseinander.

## Inhalt
Im Film werden die Motive für die Durchführung gezielter Tötungen im Kampf gegen palästinensische islamistische Terroristen und iranische Wissenschaftler sowie moralische und rechtliche Aspekte anhand von beispielhaften Fällen dargestellt und hinterfragt. Dabei wird auch die Ermordung eines falschen Verdächtigen in Hebron und die wirtschaftliche und juristische Situation der Angehörigen des Opfers beschrieben. Der Film stellt die Tötung Abbas al-Musawis, eines hochrangigen Mitglieds der Hisbollah, samt seiner Familie 1992 im Libanon nach. Ebenso beschreibt der Film die Ermordung des Hamas-Waffenbeschaffers Mahmoud Al-Mabhouh durch den Mossad 2010 in Dubai. Weiterhin werden die Ermordungen iranischer Wissenschaftler beleuchtet. Der Film unterstellt dem Mossad dabei, hinter diesen Aktionen zu stecken und sich dafür mit einer sunnitischen anti-iranischen Terrororganisation verbündet zu haben. Es kommen ehemalige Mossad-Agenten wie Moti Kfir und Gad Schimron sowie der israelische Philosophieprofessor Asa Kascher und der australische Professor für Menschenrechte in New York Philip Alston zu Wort. Zu Wort kommt auch der israelische Kriegsheld Iftach Spektor, der sich 2003 öffentlichkeitswirksam in einem Brief gegen die außergesetzliche Tötung verdächtiger Palästinenser aussprach. Die gezielten Tötungen werden als nicht rechtsstaatlich begründet verurteilt.

## Rezeption
Robert Zion, Mitglied im Landesvorstand der Grünen in Nordrhein-Westfalen, kritisierte den Film in einem Offenen Brief, den die Zeitung der Freitag veröffentlichte. Nach einleitenden Ausführungen, dass er gezielte Tötungen „per se“ ablehne, kritisierte er, dass in der Dokumentation verschwiegen werde, dass die Politik gezielter Tötungen auch zur NATO-Strategie gehöre und dass auch Deutschland sich daran beteilige. Er warf der Redaktion vor, mit der „tendenziösen Sendung […] den hier [in] Deutschland allzu bekannten und mittlerweile wieder zum medialen Mainstream gewordenen psychologischen Mechanismus der Schuldabwehr“ zu bedienen, Israel als Sündenbock zu missbrauchen und damit „den Auftrag des öffentlich-rechtlichen Fernsehens“ grob zu verfehlen.

## Hintergrund
- Die Erstausstrahlung fand am 3. April 2013 im Gemeinschaftsprogramm Das Erste in der Sendereihe Die Story im Ersten statt.[2]
- Der Titel spielt mit Lizenz zum Töten auf die James-Bond-Filmserie an.
- Die spät abends (23:45 Uhr) in der ARD ausgestrahlte Sendung erreichte 0,8 Millionen Zuschauer.[3]